# Муратсайський сільський округ
Муратса́йський сільський округ (каз. Мұратсай ауылдық округі, рос. Муратсайский сельский округ) — адміністративна одиниця у складі Бокейординського району Західноказахстанської області Казахстану. Адміністративний центр — село Муратсай.
Населення — 879 осіб (2021; 1202 у 2009, 1546 у 1999, 1351 у 1989).
Станом на 1989 рік існувала Муратсайська сільська рада (села Коккамис, Муратсай, Тайгара). 2013 року ліквідовано село Коккамис.

## Склад
До складу округу входять такі населені пункти:
| Населений пункт | Старі назви | Населення, осіб (1989) | Населення, осіб (1999) | Населення, осіб (2009) | Населення, осіб (2021) |
| --------------- | ----------- | ---------------------- | ---------------------- | ---------------------- | ---------------------- |
| Ажен, село      | -           | -                      | 206                    | 149                    | 95                     |
| Коккамис, село  | -           | 156                    | 146                    | 11                     | -                      |
| Муратсай, село  | -           | 1019                   | 960                    | 860                    | 665                    |
| Тайгара, село   | Тайгора     | 176                    | 234                    | 182                    | 119                    |